# 羅納多·阿拉亞
羅納多·阿拉亞（1999年8月3日—）是一名哥斯大黎加職業足球運動員，司職中鋒，效力於哥斯大黎加足球甲級聯賽的希雷迪亞洛體育俱樂部。
2019年2月2日，羅納多·阿拉亞在PayPal公園對陣美國國家男子足球隊比賽中首次代表哥斯大黎加國家足球隊出場。